# Turó de Baborers
El Turó de Baborers és una muntanya de 1.004 metres que es troba al municipi de les Llosses, a la comarca catalana del Ripollès.